# Jagd auf einen Namenlosen
Jagd auf einen Namenlosen ist ein kanadisch-britisch-mexikanischer Thriller von Harley Cokeliss aus dem Jahr 2000.

## Handlung
Jack wird in der Wüste von New Mexico aufgefunden, er kann sich an nichts mehr erinnern. Später erinnert er sich, dass er verfolgt wurde. Als er durch die Wüste geht, trifft er die Malerin Vicky, bevor er ohnmächtig wird.
Vicky hilft Jack, dem bald eine an einer Tankstelle zurückgelassene Geldbörse wiedergegeben wird. Nach den darin aufgefundenen Unterlagen lautet sein Name „Jack Coney“ und er arbeitet als privater Ermittler. Unter der dort gefundenen Adresse in einem Hotel befindet sich eine Leiche.
Jack stellt fest, dass die Unterlagen gefälscht wurden. Er wird von den Mafiosi gejagt, kann sich aber durchsetzen und den in der Wüste getroffenen Mafiachef töten. Er und Vicky fahren mit dem Auto davon.

## Kritiken
- Ryan Cracknell lobte im Apollo Movie Guide die Regie und die Verwendung der Farbfilter. Die Darstellung von Ray Liotta sei akzeptabel, obwohl sie nicht seine beste Darstellung sei. Der Film biete keine Überraschungen, er thematisiere die Suche nach der eigenen Identität.[1]
- Almar Haflidason lobte in seiner Kritik für die BBC, dass der Thriller „kompakt“ sei und selbst den Filmkennern Überraschungen biete. Die Darstellung von Ray Liotta sei feinsinnig.[2]
- Prisma kritisierte die „ausgetretenen Pfade“, schreibt aber, dass der Thriller spannend sei.[3]

## Auszeichnungen
Der Film wurde 2001 für den Tonschnitt für den Golden Reel Award nominiert.

## Hintergrund
Der Thriller wurde in Mexiko gedreht.